# Apachekolos scapularis
Apachekolos scapularis är en tvåvingeart som först beskrevs av Jacques-Marie-Frangile Bigot 1878.  Apachekolos scapularis ingår i släktet Apachekolos och familjen rovflugor. Inga underarter finns listade i Catalogue of Life.